# Dávkový ekvivalent
Dávkový ekvivalent (nebo též ekvivalentní dávka) je biofyzikální veličina, která popisuje biologický účinek ionizujícího záření. Závisí na absorbované dávce a typu záření. Vyjadřuje velikost dávky záření gama, která by vyvolala stejné poškození organismu, jako absorbované záření daného množství a typu. Dávkový ekvivalent se z absorbované dávky spočítá vynásobením údaje faktorem kvality záření a udává se v sievertech.

## Značení
- Symbol veličiny: H
- Jednotka SI: sievert, značka jednotky: Sv
- Další používaná jednotka: rem